# Elisabeth Morin-Chartier

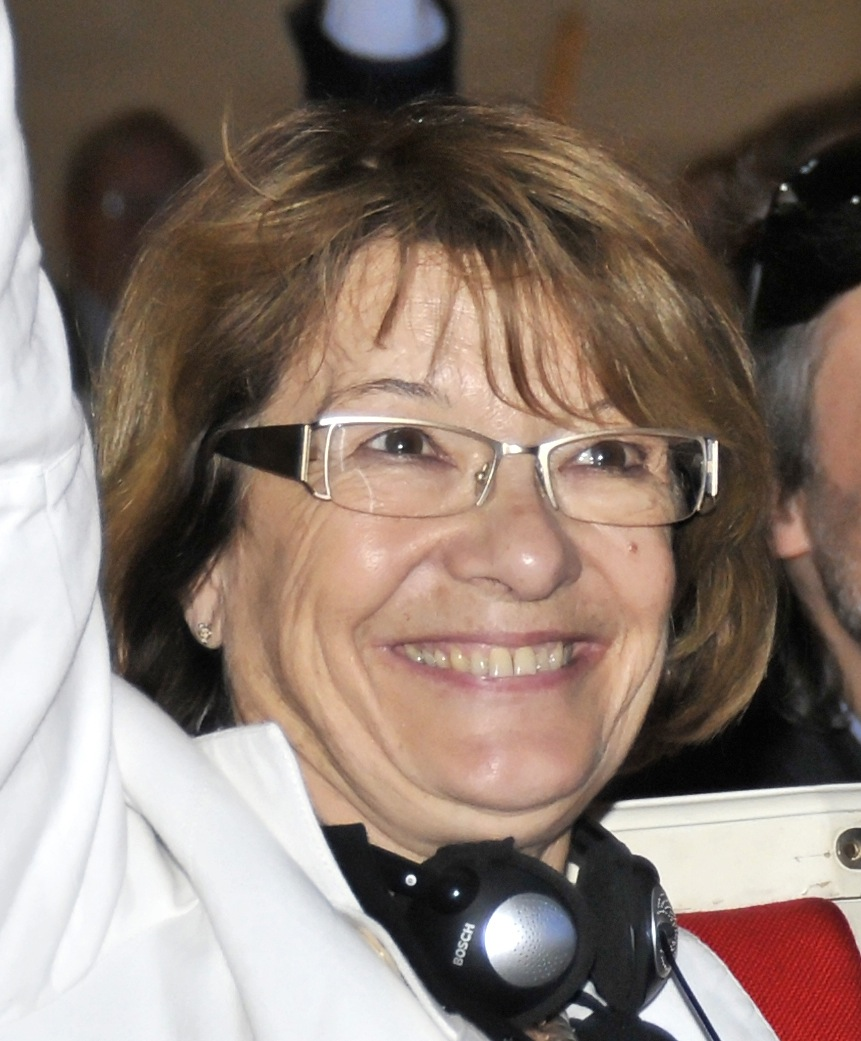
Élisabeth Morin-Chartier

Elisabeth Morin-Chartier (* 10. Oktober 1947 in Ceaux-en-Couhé, Département Vienne) ist eine französische Politikerin der Union pour un mouvement populaire.

## Leben
Morin-Chartier studierte Geschichte und Geografie auf Lehramt. Nach ihrem Studium war sie 15 Jahre Lehrerin am Collège Descartes in Châtellerault und am Lycée Aliénor d'Aquitaine in Poitiers; danach war sie in der Lehrerausbildung tätig. Von Juli 2009 bis Juli 2019 war Morin-Chartier Abgeordnete im Europäischen Parlament.

## Werke
- Les partis politiques à l'époque de Jules César, Maspero, 1976
- Manger autrefois en Poitou, CNDP: ausgezeichnet mit dem Prix de la Fondation de France, 3. Auflage, 1995
- Patrimoine et environnement en milieu urbain, CNDP, 1984
- Aux urnes, citoyens, CNDP, 1986
- Les marchés du multimédia, Les Échos, 1995

## Auszeichnungen
- 2000: Ritter des Ordens der Ehrenlegion
- 2005: Komtur des Ordre des Palmes Académiques
- 2007: Offizier des französischen Verdienstordens